# Décès en octobre 2015

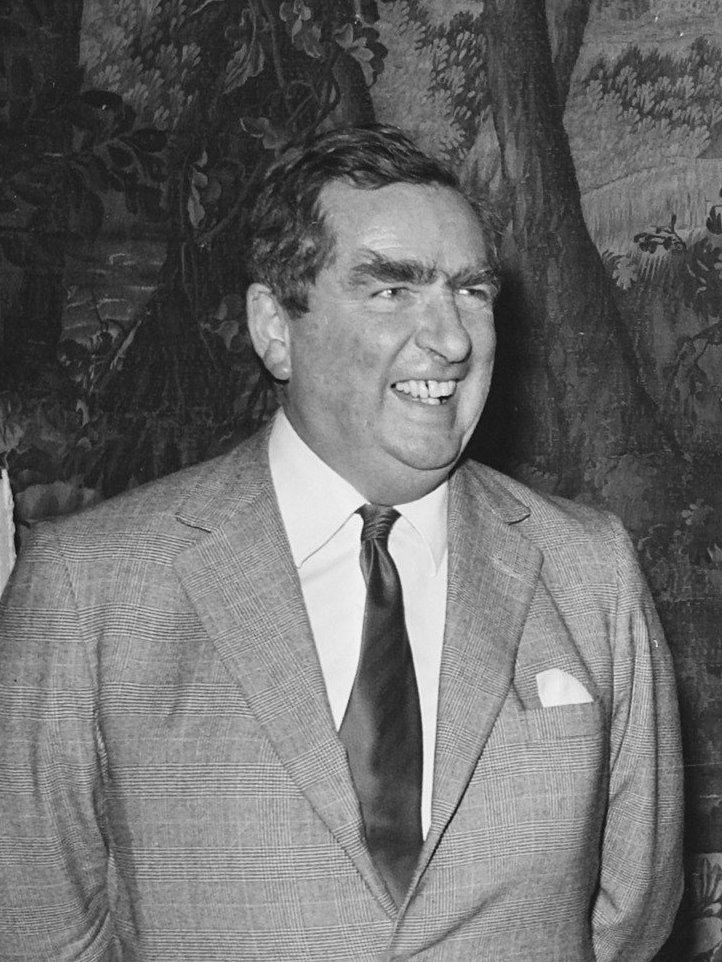
Denis Healey

Décès
- 2011
- 2012
- 2013
- 2014
- 2015
- 2016
- 2017
- 2018
- 2019

Pour une information complémentaire, voir la page d'aide.

| Date        | Nom                             | Activités | Âge | Source |
| ----------- | ------------------------------- | --- | --- | ------ |
| 1er octobre | Božo Bakota                     | Footballeur yougoslave puis croate.                                                                                            | 65  | (de)   |
| 1er octobre | Max Keeping (en)                | Journaliste canadien. | 73  | (en)   |
| 1er octobre | Hadi Norouzi                    | Footballeur iranien | 30  | (en)   |
| 1er octobre | Jean-Jacques Tillmann           | Journaliste suisse. | 80  |        |
| 2 octobre   | Eric Arturo Delvalle            | Homme politique panaméen, président de la République (1985-1988).                                                              | 78  | (es)   |
| 2 octobre   | Ferdinand Joseph Fonseca (de)   | Prélat catholique indien. | 89  | (en)   |
| 2 octobre   | Brian Friel                     | Dramaturge irlandais. | 86  | (en)   |
| 2 octobre   | Jean-Noël Tassez                | Homme d'affaires français. | 59  |        |
| 3 octobre   | François Dagognet               | Philosophe français. | 91  |        |
| 3 octobre   | Denis Healey                    | Homme politique britannique, chancelier de l'Échiquier (1974-1979).                                                            | 98  | (en)   |
| 3 octobre   | João Leithardt Neto             | Footballeur brésilien, médaillé d'argent aux Jeux olympiques d'été de 1984.                                                    | 57  | (pt)   |
| 4 octobre   | Yves Barsacq                    | Acteur et doubleur français.                                                                                                   | 84  | (it)   |
| 4 octobre   | Tove Fergo                      | Femme politique danoise. | 69  | (da)   |
| 4 octobre   | Félix Lendo                     | Footballeur français. | 62  |        |
| 4 octobre   | Eduardo Pavlovsky               | Dramaturge, acteur et psychiatre argentin.                                                                                     | 81  | (en)   |
| 4 octobre   | Dave Pike                       | Vibraphoniste de jazz américain.                                                                                               | 77  | (en)   |
| 4 octobre   | Neal Walk                       | Basketteur américain. | 67  | (en)   |
| 4 octobre   | Oganes Zanazanyan               | Footballeur soviétique, médaillé de bronze aux Jeux olympiques d'été de 1972.                                                  | 68  | (en)   |
| 5 octobre   | Chantal Akerman                 | Réalisatrice belge. | 65  |        |
| 5 octobre   | Charles de Bourbon-Deux-Siciles | Prince espagnol, duc de Calabre et infant d’Espagne.                                                                           | 77  | (es)   |
| 5 octobre   | Flavio Emoli                    | Footballeur italien. | 81  | (it)   |
| 5 octobre   | Henning Mankell                 | Romancier suédois. | 67  |        |
| 5 octobre   | Andrew Rubin                    | Acteur américain. | 69  | (en)   |
| 5 octobre   | Jos Vandeloo                    | Écrivain belge. | 90  | (nl)   |
| 6 octobre   | Christine Arnothy               | Femme de lettres et journaliste française.                                                                                     | 84  |        |
| 6 octobre   | Kevin Corcoran                  | Réalisateur et producteur américain.                                                                                           | 66  | (en)   |
| 6 octobre   | Charles Gillispie               | Historien des sciences américain.                                                                                              | 97  | (en)   |
| 6 octobre   | Árpád Göncz                     | Homme politique hongrois, président de la République (1990-2000).                                                              | 93  |        |
| 6 octobre   | Albert Poulain                  | Musicien et conteur français.                                                                                                  | 83  |        |
| 6 octobre   | Billy Joe Royal                 | Chanteur américain. | 73  | (en)   |
| 7 octobre   | Gene Allen                      | Directeur artistique américain.                                                                                                | 97  | (en)   |
| 7 octobre   | Dominique Dropsy                | Footballeur français. | 63  |        |
| 7 octobre   | Harry Gallatin                  | Basketteur américain. | 88  | (en)   |
| 7 octobre   | Hossein Hamadani                | Général d'armée iranien. | 60  | (de)   |
| 7 octobre   | Gail Zappa                      | Personnalité américaine, veuve de Frank Zappa, mère de Moon et Dweezil Zappa et administratrice de la fiducie familiale Zappa. | 70  |        |
| 7 octobre   | Jurelang Zedkaia                | Homme politique marshallais, président (2009-2012).                                                                            | 65  | (en)   |
| 8 octobre   | Marc Dachy                      | Historien de l'art, traducteur et éditeur français.                                                                            | 62  |        |
| 8 octobre   | István Nemeskürty               | Écrivain, scénariste, producteur de cinéma et professeur d'université hongrois.                                                | 90  | (hu)   |
| 8 octobre   | Paul Prudhomme                  | Cuisinier américain, cadien.                                                                                                   | 75  | (en)   |
| 8 octobre   | Tomek Steifer                   | Peintre, graphiste, peintre héraldiste et généalogiste polonais.                                                               | 75  | (en)   |
| 9 octobre   | Jean Badal                      | Directeur de la photographie franco-hongrois.                                                                                  | 88  |        |
| 9 octobre   | Leny Escudero                   | Auteur-compositeur-interprète et acteur français.                                                                              | 82  |        |
| 9 octobre   | Geoffrey Howe                   | Homme politique britannique, chancelier de l'Échiquier (1979-1983).                                                            | 88  | (en)   |
| 9 octobre   | Dave Meyers                     | Basketteur américain. | 62  | (en)   |
| 9 octobre   | N. Ramani                       | Joueur de flûte indien. | 80  | (en)   |
| 9 octobre   | Zdravko Zupan                   | Dessinateur serbe de bandes dessinées.                                                                                         | 65  | (sr)   |
| 10 octobre  | Jim Diamond                     | Chanteur et musicien écossais.                                                                                                 | 62  | (en)   |
| 10 octobre  | Sophie El Goulli                | Femme de lettres tunisienne.                                                                                                   | 83  |        |
| 10 octobre  | Gratien Ferrari                 | Homme politique français. | 80  |        |
| 10 octobre  | Richard Heck                    | Chimiste américain, prix Nobel de Chimie (2010).                                                                               | 84  | (en)   |
| 10 octobre  | Mahmoud Sehili                  | Artiste peintre tunisien. | 84  |        |
| 10 octobre  | Elias Skaff                     | Homme politique libanais. | 67  |        |
| 11 octobre  | Ali Barraud N'Goni              | Médecin et homme politique voltaïque.                                                                                          | 97  |        |
| 11 octobre  | Steve MacKay                    | Saxophoniste américain. | 66  | (en)   |
| 11 octobre  | Joe Mboule                      | Musicien et chanteur camerounais.                                                                                              | 62  |        |
| 11 octobre  | Salvador T. Modesto (de)        | Prélat catholique philippin.                                                                                                   | 85  | (en)   |
| 12 octobre  | Sakit Aliyev (en)               | Footballeur et entraîneur azerbaïdjanais.                                                                                      | 49  | (ru)   |
| 12 octobre  | Sergio Caprari                  | Boxeur italien, médaillé d'argent aux Jeux olympiques d'été de 1952.                                                           | 83  | (it)   |
| 12 octobre  | Levent Kırca                    | Acteur, journaliste et homme politique turc.                                                                                   | 67  | (tr)   |
| 12 octobre  | Joan Leslie                     | Actrice américaine. | 90  | (en)   |
| 12 octobre  | Bob Leuci                       | Écrivain américain. | 75  | (en)   |
| 12 octobre  | Gene Louw                       | Homme politique sud-africain, ancien ministre.                                                                                 | 84  | (af)   |
| 12 octobre  | George Mueller                  | Haut fonctionnaire américain, administrateur adjoint du Bureau des vols habités de la NASA (1963-1969).                        | 97  | (en)   |
| 12 octobre  | Maksout Narikbaïev              | Juriste kazakh. | 75  | (ru)   |
| 13 octobre  | Gilbert Biessy                  | Homme politique français. | 81  |        |
| 13 octobre  | Arsenio Chirinos                | Coureur cycliste vénézuélien.                                                                                                  | 80  | (es)   |
| 13 octobre  | Kyogon Hagiyama                 | Homme politique japonais. | 83  | (ja)   |
| 13 octobre  | Sue Lloyd-Roberts               | Journaliste britannique. | 64  | (en)   |
| 14 octobre  | Nurlan Balgimbayev              | Homme politique kazakh. | 67  | (en)   |
| 14 octobre  | Pierre Cazals                   | Rugbyman français. | 84  |        |
| 14 octobre  | Marianne Dickerson              | Marathonienne américaine. | 54  | (en)   |
| 14 octobre  | Mathieu Kérékou                 | Homme politique béninois, président de la République (1996-2006).                                                              | 82  |        |
| 14 octobre  | Florenta Mihai                  | Joueuse de tennis roumaine. | 60  | (ro)   |
| 15 octobre  | Nate Huffman                    | Basketteur américain. | 40  | (en)   |
| 15 octobre  | Michael Stevens                 | Réalisateur, producteur de cinéma et scénariste américain.                                                                     | 48  | (en)   |
| 15 octobre  | Kenneth D. Taylor (en)          | Diplomate canadien. | 81  |        |
| 16 octobre  | Mikhaïl Bourtsev                | Escrimeur soviétique, multiple médaillé olympique (1976, 1980, 1988).                                                          | 59  | (en)   |
| 16 octobre  | James Fowler                    | Psychologue et théologien américain.                                                                                           | 75  | (en)   |
| 16 octobre  | Francesc de Paula Burguera      | Poète, dramaturge, homme politique et journaliste espagnol.                                                                    | 87  | (es)   |
| 16 octobre  | Anne Tronche                    | Critique d'art française. | 76  |        |
| 17 octobre  | Danièle Delorme                 | Actrice française. | 89  |        |
| 17 octobre  | Howard Kendall                  | Footballeur et entraîneur anglais.                                                                                             | 69  | (en)   |
| 17 octobre  | Anne-Marie Lizin                | Femme politique belge. | 66  |        |
| 17 octobre  | Jean-Marie Masse                | Musicien, producteur et animateur français.                                                                                    | 94  |        |
| 18 octobre  | Franklin April                  | Footballeur namibien. | 31  |        |
| 18 octobre  | Ignazio Cannavò (it)            | Prélat catholique italien. | 93  | (it)   |
| 18 octobre  | Robert W. Farquhar              | Ingénieur américain, spécialiste du design de missions de la NASA.                                                             | 83  | (en)   |
| 18 octobre  | Gamal Ghitany                   | Écrivain égyptien. | 70  | (en)   |
| 18 octobre  | Héctor Mario López Fuentes      | Général guatémaltèque, accusé de génocide.                                                                                     | 85  | (es)   |
| 18 octobre  | Paul West                       | Écrivain britannique. | 85  | (en)   |
| 19 octobre  | Ena Kadic                       | Mannequin autrichienne. | 26  |        |
| 19 octobre  | Alessandro Plotti (it)          | Prélat catholique italien. | 83  | (it)   |
| 19 octobre  | Ali Triki                       | Homme politique libyen. | 77  | (ar)   |
| 20 octobre  | Mákis Dendrinós                 | Basketteur grec. | 65  | (en)   |
| 20 octobre  | Arno Gruen                      | Écrivain, philosophe, psychologue et psychothérapeute germano-suisse.                                                          | 92  | (de)   |
| 20 octobre  | Gilberto Jiménez Narváez (es)   | Prélat catholique colombien.                                                                                                   | 83  | (es)   |
| 20 octobre  | Louis Legrand                   | Pédagogue et universitaire français.                                                                                           | 94  |        |
| 20 octobre  | Gilles Marcotte                 | Écrivain, professeur émérite, journaliste et critique littéraire québécois.                                                    | 89  |        |
| 20 octobre  | Don Rendell                     | Musicien britannique. | 89  | (en)   |
| 20 octobre  | John Scott                      | Médecin et chercheur néo-zélandais.                                                                                            | 84  | (en)   |
| 20 octobre  | Ian Steel                       | Cycliste sur route britannique.                                                                                                | 86  | (en)   |
| 21 octobre  | Marcel Froissart                | Physicien français. | 80  |        |
| 21 octobre  | Anton Solomoukha                | Photographe français. | 69  |        |
| 21 octobre  | Sheldon Wolin                   | Philosophe politique américain.                                                                                                | 93  | (en)   |
| 22 octobre  | Willem Aantjes                  | Homme politique néerlandais.                                                                                                   | 92  | (nl)   |
| 22 octobre  | Murphy Anderson                 | Dessinateur américain de bandes dessinées.                                                                                     | 89  | (en)   |
| 22 octobre  | Pierre Berger                   | Homme d'affaires français. | 47  |        |
| 22 octobre  | Juan Ferrer La Hera             | Judoka cubain, médaillé d'argent aux Jeux olympiques d'été de 1980.                                                            | 60  | (es)   |
| 22 octobre  | Louis Jung                      | Homme politique français, président de l'Assemblée parlementaire du Conseil de l'Europe (1986-1989).                           | 98  |        |
| 22 octobre  | Arnold Klein                    | Dermatologue américain. | 70  | (en)   |
| 22 octobre  | Mark Murphy                     | Chanteur américain de jazz. | 83  | (en)   |
| 22 octobre  | Jorge Valls                     | Écrivain et opposant cubain.                                                                                                   | 82  |        |
| 23 octobre  | Leon Bibb                       | Chanteur de folk et acteur américain.                                                                                          | 93  | (en)   |
| 23 octobre  | Bill Keith                      | Banjoïste américain. | 75  | (en)   |
| 23 octobre  | Paride Tumburus                 | Footballeur italien. | 76  | (it)   |
| 23 octobre  | Lyubov Tyurina                  | Joueuse de volley-ball soviétique, championne aux Jeux olympiques d'été de 1972.                                               | 72  | (ru)   |
| 24 octobre  | Carlos Bousoño                  | Poète et critique littéraire espagnol.                                                                                         | 92  | (es)   |
| 24 octobre  | Christopher Chapman             | Réalisateur, directeur de la photographie et producteur canadien.                                                              | 88  | (en)   |
| 24 octobre  | Ján Chryzostom Korec            | Cardinal slovaque. | 91  |        |
| 24 octobre  | Charles Level                   | Chanteur et auteur français.                                                                                                   | 81  |        |
| 24 octobre  | Maureen O'Hara                  | Actrice irlandaise. | 95  |        |
| 24 octobre  | Gaston Poulain                  | Prélat catholique français, évêque de Périgueux (1988-2004).                                                                   | 88  |        |
| 25 octobre  | Wojciech Fangor                 | Peintre, graveur et sculpteur polonais.                                                                                        | 92  | (nl)   |
| 25 octobre  | Lisa Jardine                    | Historienne britannique de la Renaissance.                                                                                     | 71  | (en)   |
| 25 octobre  | Vladimír Kobranov               | Hockeyeur sur glace tchécoslovaque puis tchèque et suisse, médaillé d'argent aux Jeux olympiques d'hiver de 1948.              | 88  |        |
| 25 octobre  | Iouri Mamléïev                  | Écrivain et philosophe russe.                                                                                                  | 83  |        |
| 25 octobre  | Flip Saunders                   | Basketteur et entraîneur américain.                                                                                            | 60  | (en)   |
| 26 octobre  | Willis Carto                    | Militant politique américain, négationniste et théoricien du complot.                                                          | 89  | (en)   |
| 26 octobre  | Leo Kadanoff                    | Physicien américain. | 78  | (en)   |
| 26 octobre  | Giuseppe Nazzaro (en)           | Prélat catholique italien, vicaire apostolique d'Alep (2002-2013).                                                             | 77  | (it)   |
| 26 octobre  | Sam Sarpong                     | Acteur, animateur de télévision et mannequin britannique.                                                                      | 40  |        |
| 26 octobre  | Sya Styles                      | Producteur français de musique électronique et hip-hop, membre du groupe Psy 4 de la rime.                                     | 37  |        |
| 27 octobre  | Mitzura Arghezi                 | Femme politique et actrice roumaine.                                                                                           | 90  | (ro)   |
| 27 octobre  | Ayerdhal                        | Écrivain français. | 56  |        |
| 27 octobre  | Albert Brie                     | Écrivain humoriste québécois.                                                                                                  | 89  |        |
| 27 octobre  | Betsy Drake                     | Actrice américaine. | 92  | (en)   |
| 27 octobre  | Miyu Matsuki                    | Actrice japonaise. | 38  | (en)   |
| 28 octobre  | Joseph Dergham                  | Prélat catholique libanais de l'Église maronite, éparque du Caire (1989-2005).                                                 | 85  |        |
| 28 octobre  | Jorge Scarso (en)               | Prélat catholique italo-brésilien, OFM Cap.                                                                                    | 99  | (it)   |
| 29 octobre  | Luther Burden                   | Basketteur américain. | 62  | (en)   |
| 29 octobre  | Ena de Silva                    | Artiste srilankaise | 93  | (en)   |
| 29 octobre  | Boris Kristančić                | Basketteur et entraîneur yougoslave puis slovène.                                                                              | 83  | (sl)   |
| 29 octobre  | Ranko Žeravica                  | Entraîneur yougoslave puis serbe de basket-ball.                                                                               | 85  | (en)   |
| 30 octobre  | Mel Daniels                     | Basketteur américain. | 71  |        |
| 30 octobre  | François Faucher                | Éditeur littéraire français.                                                                                                   | 83  |        |
| 30 octobre  | Al Molinaro                     | Acteur américain. | 96  |        |
| 30 octobre  | Sinan Şamil Sam                 | Boxeur turc. | 41  | (tr)   |
| 30 octobre  | Monika Zbrojewska               | Avocate et femme politique polonaise.                                                                                          | 43  | (pl)   |
| 31 octobre  | Ants Antson                     | Patineur de vitesse soviétique, champion aux Jeux olympiques d'hiver de 1964.                                                  | 76  | (et)   |
| 31 octobre  | Thomas Blatt                    | Survivant polonais du Camp d'extermination de Sobibor.                                                                         | 88  | (en)   |
| 31 octobre  | François Orlandini              | Peintre français. | 95  |        |
| 31 octobre  | Gregg Palmer                    | Acteur américain. | 88  | (en)   |
| 31 octobre  | Arturo Philip                   | psychiatre argentin | 67  |        |
| 31 octobre  | Ryūzō Saki                      | Écrivain japonais. | 78  | (en)   |
| 31 octobre  | Gus Savage                      | Homme politique américain. | 90  | (en)   |